# Verlag Gagarinpark
Der Verlag Gagarinpark (russisch Издательство Парк Гагарина) ist ein politischer Verlag in Samara in Russland.
Der Verlag wurde 2011 von kritischen Journalisten gegründet. Er berichtet in Printausgaben und einer Internetseite über Ereignisse aus der Region.
Außerdem bietet er zivilrechtliche Unterstützung für Bürger in schwierigen Situationen an.
Am 31. August 2016 wurde er beim Justizministerium als „Organisation in der Funktion eines ausländischen Agenten“ registriert, weil er angeblich finanzielle Unterstützung aus dem Ausland erhalte. Am 26. September wurde er zu 300.000 Rubel Strafe verurteilt, weil er den Auflagen zur Registrierung nicht nachgekommen sei.